# Stjörnuvöllur
Het Samsung völlurinn (Stjörnuvöllur) is een multifunctioneel stadion in Garðabær, een stad in IJsland. 
Het stadion wordt vooral gebruikt voor voetbalwedstrijden, de voetbalclub Stjarnan FC maakt gebruik van dit stadion. In het stadion is plaats voor 2.300 toeschouwers.